# Aldosteron
Aldosteron je hormon kojeg luči nadbubrežna žlijezda, a sudjeluje u regulaciji ravnoteže vode i elektrolita u tijelu čovjeka. Aldosteron, kao i ostali kortikosteroidi koji nastaju u čovjeku, sintetizira se od kolesterola, u stanicama kore nadbubrežne žlijezde. Aldosteron sudjeluje u regulaciji "minerala" (natrij i kalij) u krvi, te se ubraja u mineralokortikoide.
Izlučivanje aldosterona iz stanica kore nadbubrežne žlijezde potiču angiotenzin II, adrenokortikotropni hormon (ACTH), povišenje koncentracija kalija u krvi, mehanoreceptori u pretklijetkama srca.
Aldosteron potiče zadržavanja vode i natrija u tijelu, te smanjuje koncentraciju kalija u tijelu. Najveći dio toga učinak postiže djelovanjem na bubreg, točnije distalne tubule i sabirne kanaliće (dijelovi nefrona, funkcionalne jedinice bubrega) gdje se veže za mineralokortikoidni receptor unutar stanice. Vezanje potiče reapsoprciju natrijevih iona, aktiviranjem većeg broja Na/K pumpi na bazolateralnoj strani stanice i povećanjem broja kanala za natrij na apikalnoj strani stanice. Učinak toga je povećanje reapsorpcije natrija i vode u krvotok, te pojačno lučenje kalija u urin.
Aldosteron u žlijezdama slinovnicama i žlijezdama znojnicama povećava reapsopciju natrija i vode i povećava izlučivanje kalija, dok u probavnom sustavu, posebno debelom crijevu može također povećati reapsorpciju natrija i vode.   
Povećano lučenje aldosterona se naziva hiperaldosteronizam ( ili aldosteronizam), a smanjeno hipoaldosteronizam, a mogu biti posljedica brojnih patoloških stanja.